# Tiglat-Pileser I
Tiglat-Pileser I (Tukulti-apil-Esharra) (1115 v.Chr.-1077 v.Chr.) breidde het Assyrische rijk uit en heerste van de Middellandse Zee tot de Perzische Golf. Hij volgde Assur-resh-ishi I (1133-1116 v.Chr.) op in 1115 v.Chr..

## Politiek
In deze tijd was deze staat een van de weinige die zich in de algehele chaos wist te handhaven. Hij hield meerdere campagnes tegen de Mushki in het noorden en de Guti in het Zagros-gebergte (1109-1110 v.Chr.). Hij hield 28 expedities tegen de Ahlamu Arameeërs, veroverde vrijwel geheel Syrië en ontving tribuut van Byblos en Sidon. Hij versloeg Marduk-nadin-ahhe van Kar Duniash (Babylon), doodde hem en plunderde zijn paleis (1089-1080 v.Chr.).

## De jacht
De koning hield van de jacht, met name op olifanten, die in zijn tijd nog in het Khabur-gebied (nu het grensgebied van Syrië en Turkije) voorkwamen. Hij pocht:

Tien machtige olifantenstieren heb ik in het land van Harran en in de streek van de Khabur gedood. Vier olifanten heb ik gevangen. De huiden en de levende olifanten heb ik meegenomen naar mijn stad Assur.

In Assur had hij een soort dierenpark.

## Tijdrekening
Tiglat-pileser hervormde ook de kalender. Het kalendersysteem was gebaseerd op de maan en had 354 dagen. Het schoof daarom ieder jaar 11 of 12 dagen naar voren ten opzichte van de lente-evening. Tiglat-pileser voerde de schrikkelmaand in. Om de drie jaar ongeveer werd er een extra maand ingelast waardoor het nieuwe jaar altijd met de maand Nisan begon op een tijdstip om en nabij de lente-evening. De joodse kalender hanteert dit systeem nog steeds.
Tiglat-Pileser I werd vermoord in 1077 v.Chr. en deze gebeurtenis was het begin van een periode van toenemende troebelen die tot 911 v.Chr. zou duren.